# Cedro Arriba
Cedro Arriba es un barrio del municipio de Naranjito, Puerto Rico. Según el censo de 2020, tiene una población de 3855 habitantes.

## Geografía
El barrio está ubicado en las coordenadas 18°15′27″N 66°16′50″O / 18.25750, -66.28056. Según la Oficina del Censo, tiene una superficie de 13.70 km² de tierra y 0.002 km² de agua.

## Demografía
Según el censo de 2020, hay 3855 personas residiendo en el barrio. La densidad de población es de 281.4 hab./km². El 16.3% de los habitantes son blancos, el 3.2% son afroamericanos, el 0.4% son amerindios, el 28.3% son de otras razas y el 51.8% son de una mezcla de razas. Del total de la población, el 99.4% son hispanos o latinos de cualquier raza.